# Deutschland Cup 2009
20. ročník hokejového turnaje Deutschland Cup se konal od 6. do 8. listopadu 2009 v Mnichově. Vyhrála jej hokejová reprezentace Německa.

## Výsledky
| 6. listopadu 2009 15:30 | Švýcarsko | 3:5 (1:1, 1:0, 1:1) | Slovensko | Olympiahalle, Mnichov |  |

| 3. listopadu 2009 19:15 | Německo | 2:3 SN (0:1, 2:1, 0:0, 0:0) | USA | Olympiahalle, Mnichov |  |

| 7. listopadu 2009 16:00 | Švýcarsko | 2:3 SN (0:0, 2:0, 1:0) | USA | Olympiahalle, Mnichov |  |

| 7. listopadu 2009 19:45 | Slovensko | 1:2 SN (0:0, 1:0, 0:1, 0:0) | Německo | Olympiahalle, Mnichov |  |

| 8. listopadu 2009 13:30 | Německo | 5:1 (3:1, 1:0, 1:0) | Švýcarsko | Olympiahalle, Mnichov |  |

| 8. listopadu 2009 17:00 | USA | 2:3 SN (1:0, 1:2, 0:0, 0:0) | Slovensko | Olympiahalle, Mnichov |  |

## Konečná tabulka
| Poř. | Tým       | Z | V | VP | PP | P | Skóre | B |
| ---- | --------- | - | - | -- | -- | - | ----- | - |
| 1.   | Německo   | 3 | 2 | 1  | 0  | 0 | 9:5   | 6 |
| 2.   | USA       | 3 | 0 | 2  | 1  | 0 | 8:7   | 5 |
| 3.   | Švýcarsko | 3 | 1 | 0  | 1  | 1 | 6:10  | 4 |
| 4.   | Slovensko | 3 | 0 | 1  | 1  | 1 | 6:7   | 3 |

## Soupisky týmů
1.  Německo 

Brankáři: Dimitri Pätzold, Dennis Endras, Rob Zepp.

Obránci: Jason Holland, Korbinian Holzer, Sven Butenschön, Chris Schmidt, Sebastian Osterloh, Michael Bakos, Jakub Ficenec, Moritz Müller, André Reiss.

Útočníci: Manuel Klinge, Sven Felski, T. J. Mulock, Michael Wolf, Kai Hospelt, Patrick Reimer, John Tripp, André Rankel, Marcel Müller, Yannic Seidenberg, Thomas Greilinger, Patrick Hager, Marcus Kink, Thomas Holzmann.
2.  USA 

Brankáři: David Leggio, Jeanmarck Pelletier.

Obránci: Andy Hedlund, Charlie Cook, Tim Hambly, J. D. Forrest, Alex Brooks, Kyle Klubertanz, Lee Sweatt, Jon Insana.

Útočníci: Chris Collins, Derek Damon, Mike Radja, P. J. Fenton, Joe Motzko, Noah Clarke, Erich Meloche, Josh Langfeld, Jeff Hamilton, Bates Battaglia, Brett Engelhardt, Justin Morrison.
3.  Švýcarsko 

Brankáři: Martin Gerber, Ronnie Rüeger.

Obránci: Eric Blum, Severin Blindenbacher, Rafael Diaz, John Gobbi, Mathias Seger, Goran Bezina.

Útočníci: Paul DiPietro, Thomas Déruns, Thierry Paterlini, Duri Camichel, Thibaut Monnet, Martin Plüss, Ivo Rüthemann, Marc Reichert, Emanuel Peter, Ryan Gardner, Patrik Bärtschi, Romano Lemm, Hnat Domenichelli.
4.  Slovensko 

Brankáři: Branislav Konrád, Rastislav Staňa.

Obránci: Ivan Baranka, Dominik Graňák, Ivan Švarný, Richard Lintner, Peter Frühauf, Tomáš Slovák, Michal Sersen, Richard Stehlík.

Útočníci: Rastislav Špirko, Štefan Ružička, Milan Bartovič, Marek Bartánus, Michal Macho, Juraj Štefanka, Ľubomír Vaic, Roman Kukumberg, Ivan Čiernik, Tomáš Bulík, Rudolf Huna, Dávid Skokan.